# Oimara
Oimara (* 1992 in Tegernsee; bürgerlich Beni Hafner) ist ein deutscher Liedermacher.

## Leben
Beni Hafner wurde am Tegernsee geboren und wuchs auf der Hafner-Alm auf, die von seinen Eltern bewirtschaftet wird. Sie führten dort eine Gastronomie sowie eine Tierauffangstation. Mit 17 Jahren wanderte er kurzzeitig nach Mallorca aus, um dort als Koch zu arbeiten. Anschließend studierte er Hotelmanagement. Nach vier Jahren kehrte er jedoch zurück und begann als Liedermacher zu arbeiten. Er gab sich den Künstlernamen „Oimara“, was bayerisch für „Almerer“ ist, also eine Person von der Alm. Ein besonderes Markenzeichen ist seine bairische Mundart.
Seinen ersten größeren Erfolg hatte er mit dem Handyvideo zu Bierle in da Sun, das 1,4 Millionen Mal aufgerufen wurde. Sein erstes Album Bierle in da Sun erschien 2018 über Bogner Records. 2020 folgte A Quantum Prost (Wortspiel mit James Bond 007: Ein Quantum Trost), das im Corona-Jahr wenig Beachtung fand, da alle Auftrittsmöglichkeiten wegfielen. 2020 veröffentlichte er mit Otto Anna Maoam den Titelsong zur Komödie Mit dem Rückwärtsgang nach vorn des Regisseurs Sebastian Schindler.
2022 erschien das Album Wannabe. Nach einer großen Anzahl Singles gelang ihm der endgültige Durchbruch 2025 mit der Single Wackelkontakt, die Platz 1 der deutschen Singlecharts erreichte und sich zum Après-Ski- und Faschingshit der Saison 2025 entwickelte.

## Diskografie

### Studioalben
- 2018: Bierle in da Sun (Bogner Records)
- 2020: A Quantum Prost (Bogner Records)
- 2022: Wannabe (Stereopolrecords)

### EPs
- 2023: Zebrastreifenpferd (Stereopolrecords)

### Singles
- 2019: Bussi Baby
- 2020: Busheislparty
- 2020: Otto Anna Maoam
- 2021: Heid is ma wurscht
- 2021: Lieblingsdepp
- 2021: Seit du weg bist
- 2021: Bonzenkarre
- 2021: Krass verliebt
- 2021: Nie wieder ohne
- 2021: Huhnwalk
- 2022: An so vui Tag
- 2022: Wannabe
- 2023: Kissen (The Place to Be)
- 2023: Gardasee (Endlich über’n Brenner!) (mit Ringlstetter & Max Kronseder)
- 2023: Emoji Baby
- 2023: Steirisch oder Bayrisch (mit Julian Grabmayer und we lovemelodies)
- 2023: Canale Grande
- 2024: I am aus Bayern
- 2024: Cocktailschirm im Arsch
- 2024: Onomatopoesie (mit Welovemelodies)
- 2024: Wackelkontakt
- 2024: Es duad ma leid Mama
- 2024: Veni Vidi Vici
- 2024: Geile Nacht
- 2024: Wla Wla Wla
- 2024: Dubaischokolade
- 2025: Kunst (Schalalala Bum Bum)
- 2025: Zebrastreifenpferd (Malle Mix) (mit Honk! & Kreisligalegende)